# Зернер, Вальтер
Вальтер Зернер (нем. Walter Serner, настоящее имя — Вальтер Эдуард Зелигман, нем. Walter Eduard Seligmann; 15 января 1889, Карлсбад, Австро-Венгрия — 20 августа 1942, Бикерниекский лес) — австрийский писатель-авангардист.

## Биография
Родился в Богемии, в еврейской семье. Сын владельца крупнейшей местной газеты Karlsbader Zeitung. С 1909 изучал право в Вене, окончил докторантуру в Грайфсвальском университете. В 1909 году обратился в католичество, тогда же сменил фамилию. В 1911 году организовал в родном городе выставку Оскара Кокошки. С началом Первой мировой войны переехал в Швейцарию, примкнул к движению дадаистов. Обнародовал в Лугано свой радикальный манифест «Последнее раскрепощение» (1918), участвовал в собраниях и акциях дада в Цюрихе, Женеве, Париже, где познакомился с Андре Бретоном, публиковался в журнале Die Aktion. В 1921 вместе с художником Кристианом Шадом, с которым дружил (позже Шад напишет воспоминания о Зернере), обосновался в Италии, впоследствии скитался по городам Европы — жил в Барселоне, Берне, Вене, Праге, надолго исчезал. С 1933 его книги были запрещены в нацистской Германии. В 1938 в Праге, где давал частные уроки, женился на Доротее Херц. C началом Второй мировой войны супруги планировали уехать в Шанхай, но это не удалось. 10 августа 1942 оба были отправлены в Терезин, а 20 августа — в Ригу, где погибли.

## Наследие и признание
При жизни провокативная проза Зернера c её криминальными сюжетами и маргинальными героями привлекла внимание А.Дёблина, Т.Лессинга. С 1970-х годов книги Зернера начали переиздавать в Германии, он стал едва ли не культовой фигурой. Признательность ему выражают сегодня Томас Клинг, Эльфрида Елинек и другие известные авторы. В 1992 по роману Зернера Тигрица (1925) был поставлен одноимённый фильм с участием Валентины Варгас, Джорджа Пеппарда и Джеймса Ремара (реж. Кэрин Хауард; роль самого писателя исполнил немецкий актёр Маркус Бир (нем. Marcus Bier).
С 1980-х годов в Берлине присуждается премия Вальтера Зернера за новеллистику.

## Произведения

### Прижизненные публикации
- Letzte Lockerung. manifest dada. Hannover / Leipzig / Wien / Zürich: Steegemann, 1920 (переизд. 1927, 2007)[9]
- Zum blauen Affen. Dreiunddreißig hanebüchene Geschichten. Hannover: Steegemann, 1921
- Der elfte Finger. Fünfundzwanzig Kriminalgeschichten. Hannover: Steegemann, 1923
- Der Pfiff um die Ecke. Zweiundzwanzig Spitzel- und Detektivgeschichten. Berlin: Elena Gottschalk, 1925
- Die Tigerin. Eine absonderliche Liebesgeschichte. Berlin: Gottschalk, 1925
- Die tückische Straße. Neunzehn Kriminal-Geschichten. Wien: Dezember, 1926
- Posada oder Der Große Coup im Hotel Ritz. Ein Gauner-Stück in drei Akten. Wien: Dezember, 1926

### Позднейшие издания
- Angst. Frühe Prosa. Erlangen: Renner, 1977
- Hirngeschwür. Texte und Materialien. Walter Serner und Dada. Erlangen: Renner, 1977
- Wong fun. Kriminalgeschichte. Augsburg: Maro, 1991

### Собрания сочинений
- Das gesamte Werk. Band 1-8, 3 Supplementbände. Hrsg.: Thomas Milch. Erlangen, München: Renner, 1979—1992
  - Bd. 1: Über Denkmäler, Weiber und Laternen. Frühe Schriften (1981)
  - Bd. 2: Das Hirngeschwür. DADA (1982)
  - Bd. 3: Die Tigerin. Eine absonderliche Liebesgeschichte (1980)
  - Bd. 4: Der isabelle Hengst. Sämtliche Kriminalgeschichten I (1979)
  - Bd. 5: Der Pfiff um die Ecke. Sämtliche Kriminalgeschichten II (1979)
  - Bd. 6: Posada oder der große Coup im Hotel Ritz. Ein Gaunerstück in drei Akten (1980)
  - Bd. 7: Letzte Lockerung. Ein Handbrevier für Hochstapler und solche die es werden wollen (1981)
  - Bd. 8: Der Abreiser. Materialien zu Leben und Werk (1984)
  - Bd. 9 = Supplementbd. 1: Die Haftung des Schenkers wegen Mängel im Rechte und wegen Mängel der verschenkten Sache (1982)
  - Bd. 10 = Supplementbd. 2: Das fette Fluchen. Ein Walter Serner-Gaunerwörterbuch (1983)
  - Bd. 11 = Supplementbd. 3: Krachmandel auf Halbmast. Nachträge zu Leben und Werk (1992) (sehr versch. Texte, Dokumente und Abb. von und über W. S., Dada, Christian Schad u. a., mit Erl.)
- Gesammelte Werke in zehn Bänden. Hrsg. von Thomas Milch. München: Goldmann, 1988
  - Bd. 1: Über Denkmäler, Weiber und Laternen. Frühe Schriften (enthält den Supplementband 1 der Renner-Ausgabe)
  - Bd. 2: Das Hirngeschwür. DADA
  - Bd. 3: Zum blauen Affen. Dreiunddreißig Kriminalgeschichten
  - Bd. 4: Der elfte Finger. Fünfundzwanzig Kriminalgeschichten
  - Bd. 5: Die Tigerin. Eine absonderliche Liebesgeschichte
  - Bd. 6: Der Pfiff um die Ecke. Zweiundzwanzig Kriminalgeschichten
  - Bd. 7: Posada oder der große Coup im Hotel Ritz. Ein Gaunerstück in drei Akten
  - Bd. 8: Die tückische Straße. Neunzehn Kriminalgeschichten
  - Bd. 9: Letzte Lockerung. Ein Handbrevier für Hochstapler und solche die es werden wollen
  - Bd. 10: Der Abreiser. Materialien zu Leben und Werk (enthält den Supplementband 2 der Renner-Ausgabe)
- Sprich deutlich. Sämtliche Gedichte und Dichtungen. Hrsg.: Klaus G. Renner. München: Renner, 1988
- Das Walter-Serner-Lesebuch. Alle 99 Kriminalgeschichten in einem Band. München: Goldmann, 1992
- Das erzählerische Werk in drei Bänden. Hrsg.: Thomas Milch. München: Goldmann/btb, 2000, ISBN 3-442-90259-2
  - Bd. 1: Zum blauen Affen / Der elfte Finger
  - Bd. 2: Die Tigerin
  - Bd. 3: Der Pfiff um die Ecke / Die tückische Straße

## Публикации на русском языке
- Последнее расшатывание: манифест (фрагмент) // Седельник В. Д. Дадаизм и дадаисты. — М. : ИМЛИ РАН, 2010. С.439-445
- Вальтер Сернер. Последняя расхлябанность: Манифест дада и тридцать три уголовных рассказа / Пер. с нем. Т. Набатниковой. М.: Гилея, 2012. — 288 с., илл.